# Milivoje Vitakić
Milivoje Vitakić (en serbe en écriture cyrillique : Миливоје Витакић), est un footballeur international serbe né le 16 mai 1977 à Čačak, en Yougoslavie (auj. en Serbie). Il évoluait au poste de défenseur central.

## Carrière
| Saison      | Club                     | Pays   | Championnat    | Championnat | Championnat | Championnat  | Championnat  | Europe | Europe | Europe |
| Saison      | Club                     | Pays   | Division       | Matchs      | Buts        | Cartons      | Cartons      | Coupe  | Matchs | Buts   |
| Saison      | Club                     | Pays   | Division       | Matchs      | Buts        | Carton jaune | Carton rouge | Coupe  | Matchs | Buts   |
| ----------- | ------------------------ | ------ | -------------- | ----------- | ----------- | ------------ | ------------ | ------ | ------ | ------ |
| 1995 - 1996 | FK Borac Čačak           | Serbie | Championnat D2 | 16          | 1           | ?            | ?            | /      | -      | -      |
| 1996 - 1997 | FK Borac Čačak           | Serbie | Championnat    | 30          | 1           | ?            | ?            | /      | -      | -      |
| 1997 - 1998 | Cukaricki Belgrade       | Serbie | Championnat    | 24          | 0           | ?            | ?            | IT     | 1      | 0      |
| 1998 - 1999 | Étoile rouge de Belgrade | Serbie | Championnat    | 15          | 1           | ?            | ?            | C3     | 5      | 0      |
| 1999 - 2000 | Étoile rouge de Belgrade | Serbie | Championnat    | 19          | 0           | ?            | ?            | C3     | 4      | 0      |
| 2000 - 2001 | Étoile rouge de Belgrade | Serbie | Championnat    | 20          | 0           | ?            | ?            | C1+C3  | 2+3    | 0+0    |
| 2001 - 2002 | Étoile rouge de Belgrade | Serbie | Championnat    | 11          | 0           | ?            | ?            | /      | -      | -      |
| 2002 - 2003 | Étoile rouge de Belgrade | Serbie | Championnat    | 15          | 0           | ?            | ?            | /      | -      | -      |
| 2003 - 2004 | Étoile rouge de Belgrade | Serbie | Championnat    | 18          | 0           | ?            | ?            | C3     | 4      | 0      |
| 2004 - 2005 | Lille OSC                | France | Ligue 1        | 26          | 0           | ?            | ?            | C3     | 7      | 1      |
| 2005 - 2006 | Lille OSC                | France | Ligue 1        | 15          | 0           | ?            | ?            | C1+C3  | 2+2    | 0+0    |
| 2006 - 2007 | Lille OSC                | France | Ligue 1        | 3           | 0           | 0            | 1            | C1     | 1      | 0      |
| 2007 - 2008 | Grenoble Foot            | France | Ligue 2        | 37          | 1           | 8            | 1            | /      | -      | -      |
| 2008 - 2009 | Grenoble Foot            | France | Ligue 1        | 26          | 0           | 6            | 0            | /      | -      | -      |
| 2009 - 2010 | Grenoble Foot            | France | Ligue 1        | 15          | 0           | 1            | 0            | /      | -      | -      |

- Le 24 juillet 2002, il se casse le tibia lors d'un essai à Nice. Il ne retrouvera les terrains qu'en janvier 2003 à Belgrade.

## Repères
- Premier match en Ligue 1 : 2e journée - Marseille 3-0 Lille, le 15 août 2004
- Première sélection A : Amical - Irlande du Nord 1-1 Serbie-et-Monténégro, le 28 avril 2004
- Il a été sélectionné deux fois en équipe nationale A, dont une fois en tant que Lillois
- Il possède 5 sélections en moins de 21 ans

## Palmarès
- Champion de Yougoslavie en 2000 et 2001, et champion de Serbie-et-Monténégro en 2004 avec l'Etoile rouge de Belgrade
- Vainqueur de la Coupe de Yougoslavie en 1999, 2000 et  2002, et vainqueur de la Coupe de Serbie-et-Monténégro en 2004 avec l'Étoile rouge de Belgrade